# Anamaria Gavrilă
Anamaria Gavrilă, née le 15 octobre 1983 à Deva, est une femme politique roumaine. Membre de l'Alliance pour l'Union des Roumains (AUR) puis présidente-fondatrice du Parti de la jeunesse (POT), elle est députée depuis 2020.

## Biographie
Anamaria Gavrilă naît à Deva, dans le département de Hunedoara.
Après avoir terminé ses études secondaires au lycée Traian de sa ville natale, elle est diplômée de l'université de l'Ouest de Timișoara en 2005. Elle vit ensuite en Allemagne pendant sept ans, puis au Royaume-Uni pendant huit ans.
Lors des élections locales de 2020, elle se présente à la mairie de Deva. Battue, elle devient conseillère municipale ; elle est réélue en 2024. 
Elle est membre de la Chambre des députés roumaine depuis 2020 et de l'Assemblée parlementaire du Conseil de l'Europe en 2021.
Membre de l'Alliance pour l'unité des Roumains (AUR) jusqu'en 2021, elle fonde et devient présidente du Parti de la jeunesse (POT) en 2023,. Aux élections parlementaires de 2024, son parti recueille 6,5 % des voix, obtenant 23 députés et 9 sénateurs, ce qui, avec le score de l'AUR, permet à l'extrême droite roumaine de réaliser un score historique.

Gavrilă manifeste aux côtés d'Călin Georgescu et George Simion le 1er mars 2025

Après le rejet de la candidature de Călin Georgescu à l'élection présidentielle de 2025, elle annonce se présenter avant de se retirer au profit de George Simion (AUR). Elle était déjà pressentie pour être candidate au scrutin annulé de 2024, lors duquel Călin Georgescu était arrivé en tête.